# レナード彗星 (C/2021 A1)
レナード彗星 (C/2021 A1 (Leonard)) は、2021年に最初に発見された彗星。近日点通過日のちょうど1年前となる2021年1月3日、レモン山天文台の Gregory J. Leonard によって太陽から約5 天文単位 (au) の位置で、19.0等の明るさで発見された。
レナード彗星は、2021年12月12日に地球から約0.233 au、同年12月18日に金星から約0.285 auの位置を通過した後、2022年1月3日に太陽に最接近する。2021年12月には肉眼で見える明るさまで明るくなり、4等級前後まで明るくなると予想されている。

## 観測
観測記録を遡ると、2020年4月11日にレモン山天文台の1.52 m反射望遠鏡による撮像が残されているものが最古である。
2021年12月6日の朝、彗星はアルクトゥールスから約5度の位置にある。2021年12月14日、彗星は太陽から14.7度の位置にあり、その後すぐ南半球からよく見えるようになる。
2021年12月12日に約0.233 auの距離で地球最接近し、4等級近くまで明るくなると予想されている。また、光の前方散乱により、彗星は1.5等級前後まで明るくなる可能性もある。12月12日に地球に最接近した後は、北天から南天に移動する。
レナード彗星は70 km/sの速さで運動しており、移動量が大きい。そのため、地球から観測すると、空の彗星の位置は毎日大きく変化する。

## 軌道
レナード彗星の軌道は、ごくわずかに1を超える軌道離心率を持つ双曲線軌道である。そのため、2022年1月3日に近日点を通過した後は二度と再帰しない。また、軌道傾斜角は約133°と逆行している。
レナード彗星は、2009年5月から海王星の軌道の内側にある。彗星が太陽系の惑星領域に入るかなり前の1950年を元期とした軌道計算から、レナード彗星の公転周期は約80,000年であったと考えられる。したがって、約3,700 au（5,500億km）の彼方から約4万年をかけてやってきたこととなる。2022年1月3日の近日点通過後は、双曲線軌道のまま太陽系から飛び去っていく。

レナード彗星の軌道のアニメーション。
レナード彗星·
太陽·
水星·
金星·
地球·
火星

## ギャラリー

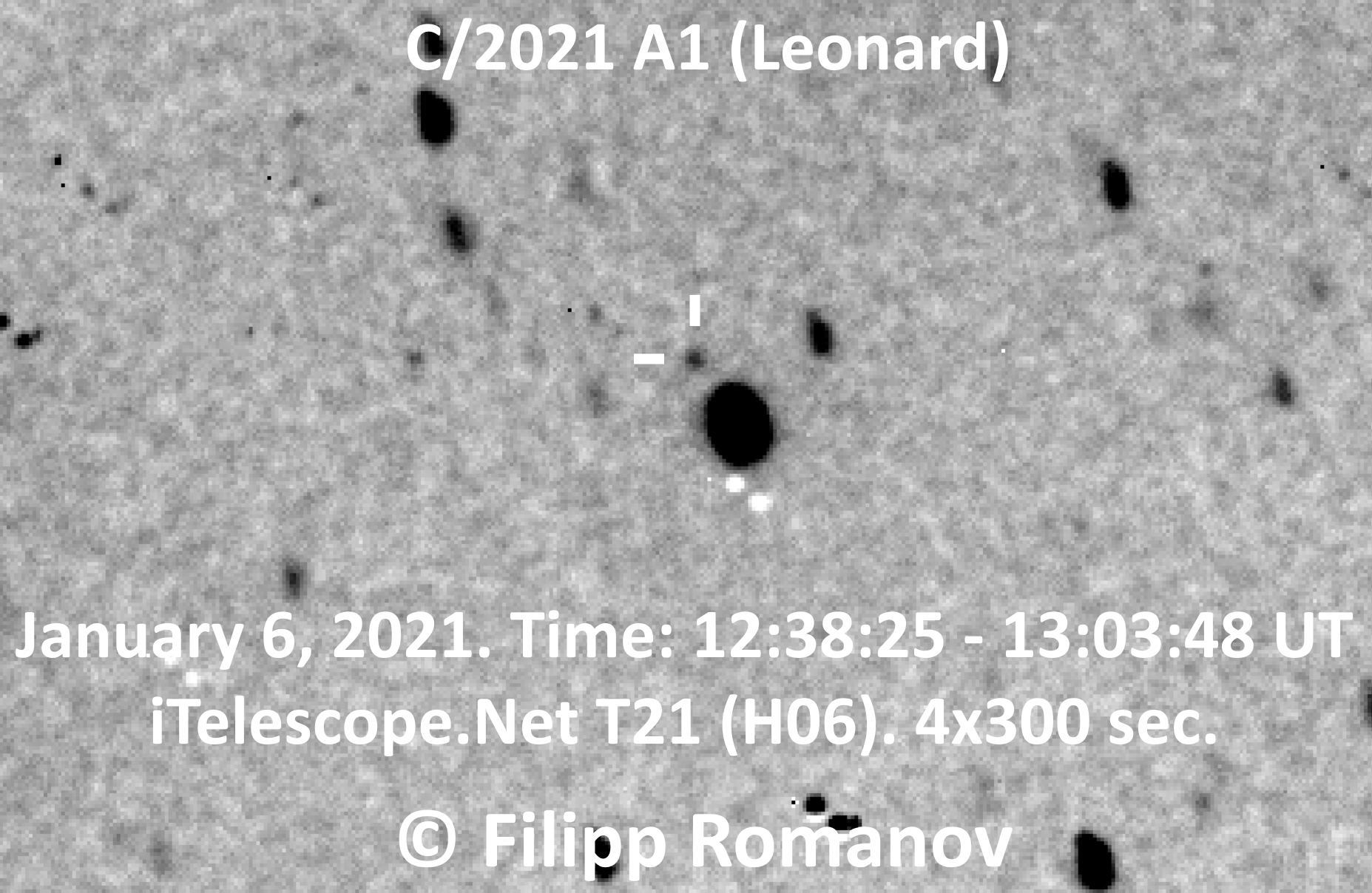
2021年1月6日に撮影されたレナード彗星
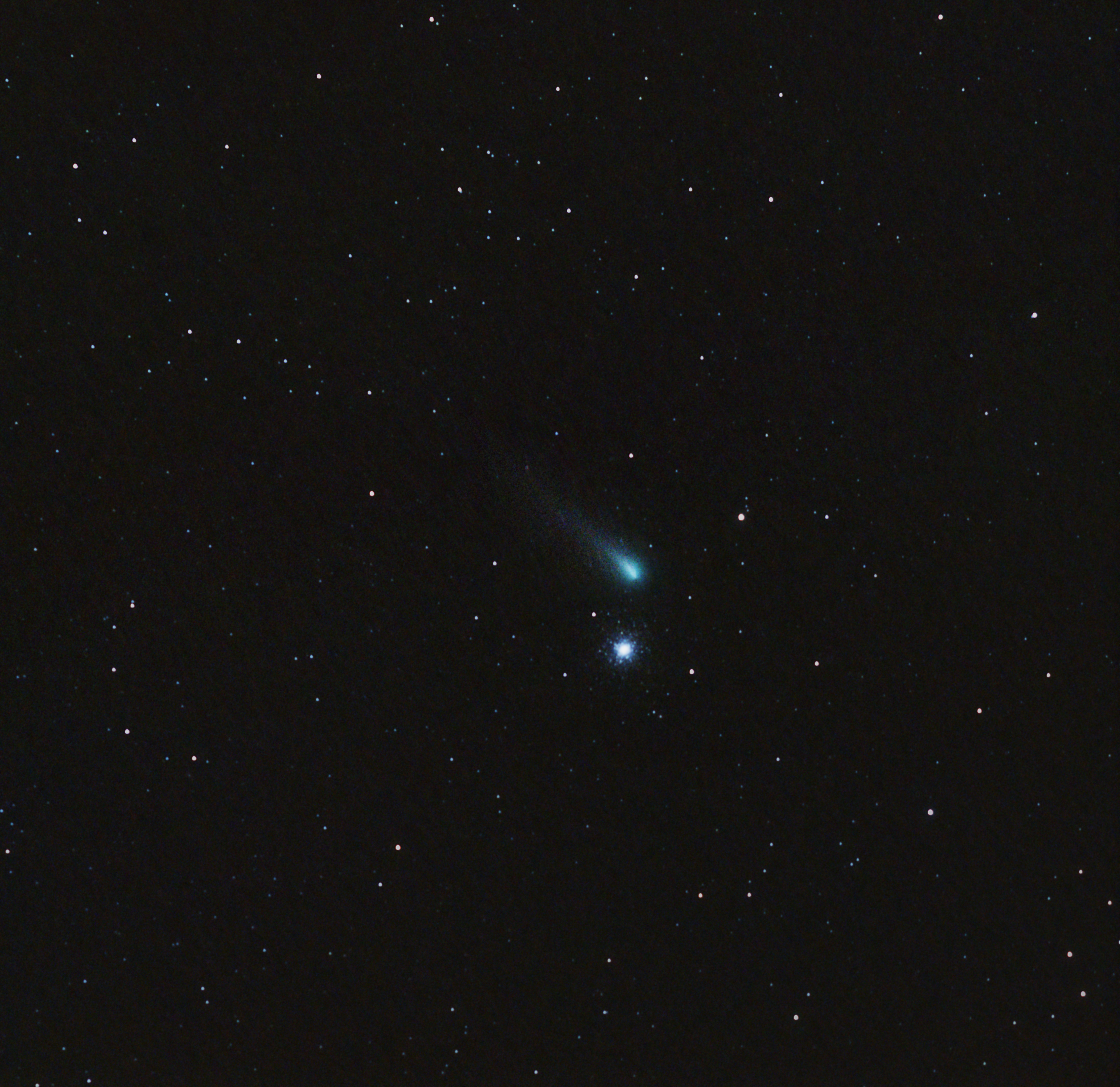
球状星団M3の隣にあるレナード彗星